# Zufikon
Zufikon é uma comuna da Suíça, no Cantão Argóvia, com cerca de 3.639 habitantes. Estende-se por uma área de 4,80 km², de densidade populacional de 758 hab/km². Confina com as seguintes comunas: Berikon, Bremgarten, Eggenwil, Hermetschwil-Staffeln, Oberwil-Lieli, Unterlunkhofen, Widen.
A língua oficial nesta comuna é o Alemão.